# اغتصاب في الحرم الجامعي
«اغتصاب في الحرم الجامعي» (بالإنجليزية: A Rape on Campus)‏ هو مقال في مجلة رولينج ستون بقلم سابرينا إيردلي ونشر أول مرة في 19 نوفمبر 2014، زعم المقال أنه يصف اعتداءا جنسيا جماعيا في جامعة فرجينيا (UVA). سحبت مجلة رولينج ستون القصة في مجملها في 5 أبريل 2015. وخلال دعوى التشهير التي تلت نشر المقال، وصف محامي رولينج ستون هذه القصة بأنها «خدعة» و «عملية نصب» حيث كانت المجلة وكاتبة المقال ضحايا لأكاذيب امرأة ادعت أنها تعرضت لاغتصاب جماعي عنيف.
وزعمت كاتبة المقال أن طالبة من جامعة فرجينيا، عرّفتها المجلة فقط باسم «جاكي»، أن صديقا أخذها إلى حفلة نظمتها أخوية فاي كابا بسي في جامعة فرجينيا. كما زعمت جاكي في هذه المقالة، أن صديقها أخذها إلى غرفة النوم حيث اغتصبها عدد من أعضاء الأخوية كجزء من طقوس قبول الأعضاء الجدد. أثارت شهادة جاكي اهتمام وسائل الإعلام، وقامت الجامعة بإيقاف الأخوية. قام صحفيون آخرون بالتحقيق بالمقال ووجدوا خلافات كبيرة في القصة، فأصدرت رولينج ستون الاعتذار لعدة جهات للقصة. وخلص التحقيق المعمق إلى أن جاكي قد اختلقت الحدث.
رأيت صحيفة واشنطن بوست ومحطة أيه بي سي نيوز وغيرها من وسائل الإعلام أن جاكي اختلقت قصة الاغتصاب الجماعي في محاولة فاشلة لكسب ود زميل لها كانت تحبه. وكما ذكر روبي سوف من مجلة ريزن: «تأكد الآن أن أكاذيب جاكي أتت من مساعيها لجذب انتباه ريان دوفين، وهو صبي كانت تحبه».
وصف موقع كولومبيا جورناليزم ريفيو هذه القصة «رهان وسائل الإعلام الخاسر هذا العام»  ووصفها معهد بوينتر بأنها «أكبر خطأ صحفي لهذه السنة».
بناء على طلب الناشر جان وينر من مجلة رولينج ستونر، وافقت كلية الدراسات العليا للصحافة في جامعة كولومبيا على التدقيق في عمليات التحرير التي أدت إلى نشر القصة.
يوم 12 يناير 2015، تحدث مسؤولون في قسم شرطة شارلوتسفيل مع الجامعة وقالوا أن «التحقيق لم يكشف أي دليل موضوعي يؤكد أن الادعاءات الواردة في مقال رولينج ستون قد وقعت بالفعل في أخوية فاي كابا بسي... لذلك لا يوجد سبب لمواصلة قرار إيقاف الطلاب». في 30 يناير عام 2015، اعترفت رئيسة الجامعة تيريزا سوليفان أن قصة رولينج ستون قد تم تكذيبها فعليا. وفي 23 مارس أوقفت شرطة شارلوتسفيل تحقيقاتها رسميا بعد أربعة أشهر في 23 مارس 2015، قائلا: «ليس هناك أي أساس موضوعي لدعم الحساب المزعوم في المادة رولينج ستون». وفي ضوء هذه النتائج، وصف الصحفي إريك ويمبل من واشنطن بوست هذه القصة بأنها «كاذبة تماما». بينما وصفها بيل غرويسكين من صحيفة في كولومبيا جورناليزم ريفيو بأنها «كتلة من الفوضى - بمصادرها الهزيلة، وافتراضاتها الخاطئة، والثغرات في التقرير».
في 5 أبريل 2015، قامت رولينج ستون بسحب المقال ونشرت تقريرا مستقلا من قبل كلية الصحافة في جامعة كولومبيا عن تاريخ المقال. حدد التقرير أن المجلة أظهرت تحيزا في التحقيق ولم تتقصى حتى الحقائق الأساسية وذلك باعتمادها الكامل على سجل كاتبة المقال دون التحقق من المزاعم بوسائل أخرى. كما أظهر التقرير أيضا فشل رولينغ ستون في اتباع المعايير الصحفية إذ أنها لم تتواصل مع الأشخاص الذين كتب عنهم المقال، وعندما تواصلوا معهم فلم يقدموا لهم سياقا يمكّنهم من تقديم رد ذا مغزى. وأشار التقرير أيضا إلى أن المقال ضلل القراء باقتباسات وإسنادات مبهمة واستخدم الأسماء المستعارة بشكل غير لائق لمعالجة هذه العيوب. وأشار التقرير أيضا إلى أن موظفي رولينغ ستون لم يكونوا راغبين في البداية بتحديد هذه النواقص ولم يشعروا بالحاجة لتغيير سياستهم. رفعت عميدة جامعة فرجينيا نيكول إيرامو، وأخوية فاي كابا بسي، وعدد من أعضاء الأخوية دعاوى قضائية ضد إيردلي ورولينغ ستون.